# Hein Delsen
Hendrik ("Hein") Delsen (Nieuwer-Amstel, 13 januari 1895 – Amsterdam, 13 november 1954) was een Nederlands voetballer die als aanvaller speelde.
Delsen debuteerde op 22 september 1918 in het eerste elftal van Ajax in de met 3-0 gewonnen wedstrijd tegen rivaal Blauw-Wit. Hij zou in totaal 84 wedstrijden spelen voor de Amsterdamse club tot 1924. Hierbij wist hij 25 doelpunten te maken. Zijn prestaties bij Ajax hebben ertoe geleid dat hij opgeroepen werd voor het Nederlands elftal. Hij speelde drie interlands, waarin hij niet tot scoren kwam. Bij Ajax speelde hij samen met zijn broer Coen. Delsen kwam ook uit voor Go Ahead.
In 1917 huwde hij Lena Elisabeth van de Linde. Over hun dochter Lena werd door Jan G. Elburg gedicht in zijn eerste bundel Serenade voor Lena (1943).
Van 1944 tot 1949 was Delsen penningmeester van de Koninklijke Nederlandse Biljartbond en aansluitend bestuurslid van biljartvereniging Kras.